# Samedan–Pontresina-vasútvonal
A Samedan–Pontresina-vasútvonal a svájci RhB vasúttársaság egyik vasútvonala, mely Samedant köti össze Pontresinaával.
Az 5,3 km hosszúságú, 1000 mm-es nyomtávolságú vasútvonal 1908. július 1-én nyílt meg. 1913-ban 11 kV 16,7 Hz váltakozó árammal villamosították.
A vonal a Felső-Engadinen keresztül halad, Samedant és Pontresinát köti össze, és összeköttetést biztosít az Albula-vasút és a Bernina-vasút között. A vonalat gyakran a Bever és Scuol-Tarasp közötti Engadin vonal részének is tekintik, amellyel operatív szempontból szoros kapcsolatban áll. A Samedan–Pontresina-vasútvonal az RhB fővonalhálózatának része, így a kiindulási nullpontja Landquartban van.

## Történelem
A vasútvonalat a Berninabahn-Gesellschaft (Berninai Vasúttársaság) nyitotta meg a Pontresina-Morteratsch szakasszal együtt 1908. július 1-jén. Ez volt 1909. július 1-jéig az egyetlen összeköttetés az RhB törzshálózata és a Berninai Vasút között, amely már villamosított volt, de egyenárammal. A Samedan-Pontresina vonalat 1913-ban 11 kV 16⅔ Hz váltakozó feszültséggel villamosították.

## Üzemeltetés
Pontresina állomás kétáramrendszerű állomás. A Samedan felől érkező vonatok az 1-es és 2-es vágányokat, a Bernina vasút vonatai pedig a 4-7-es vágányokat használják. A 3-as vágányon van egy kapcsolható felsővezeték, és például a Churból Tiranóba tartó Bernina Express és az úgynevezett Heidiexpress használja. Ez lehetővé teszi a vonatok be- és kilépését a szükséges áramellátási rendszer, valamint az állomáson használt váltórendszer alatt.